# 神崎寺 (水戸市)
神崎寺（かみさきじ）は、茨城県水戸市にある真言宗豊山派の寺院。

## 歴史
創建年代は不明である。ただ、「長承二年（1133年）」の銘が入った銅製経筒が、1687年（貞享4年）に境内から出土しており、少なくとも平安時代後期には既に存在していたものと推測される。
1572年（元亀3年）、宥怒によって中興された。
当寺裏の谷は、江戸時代に水戸城の外堀に活用されたという。
墓地には、水戸藩の藩校「弘道館」や修史局「彰考館」関係者の墓がある。また桜田烈士（桜田門外の変の襲撃者）の稲田重蔵の墓もある。

## 文化財
- 銅製経筒（茨城県指定文化財 昭和37年10月24日指定）[3]

## 交通アクセス
- 水戸駅より徒歩30分。